# Walter Deverell

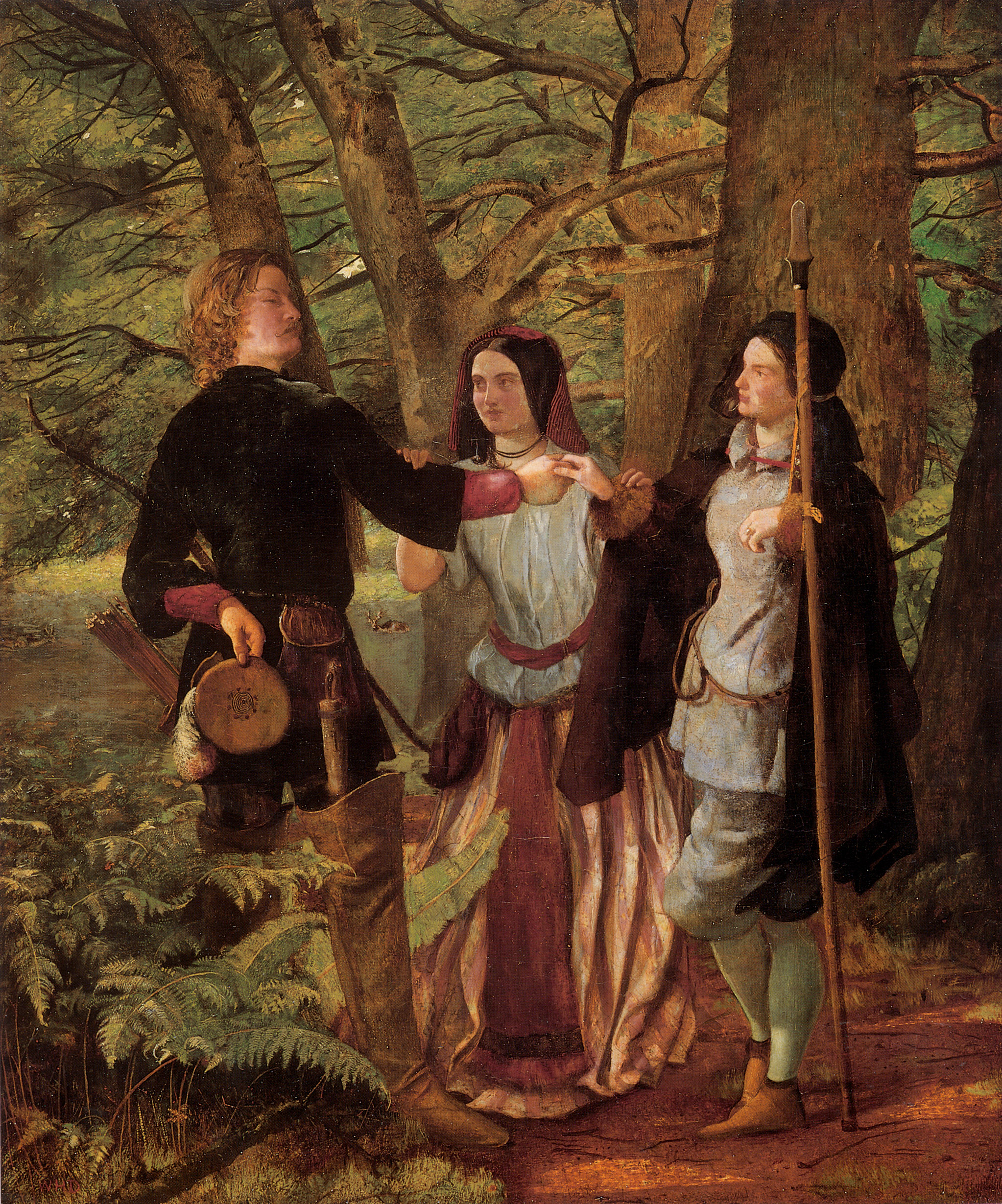
Ilustracja do Jak wam się podoba Williama Shakespeare’a, 1853

Walter Howell Deverell (ur. 1 października 1827 w Charlottesville, zm. 2 lutego 1854 w Londynie) – brytyjski malarz związany z prerafaelitami.

## Życiorys
Urodził się w Charlottesville w Stanach Zjednoczonych, w 1829 jego rodzina przeniosła się do Wielkiej Brytanii. Studiował w Royal Academy i tam poznał Dante Rossettiego, który udostępnił mu studio i został jego menadżerem. Deverell miał zastąpić Jamesa Collinsona, który zrezygnował z członkostwa w Bractwie Prerafaelitów, jednak do wyboru nie doszło. Artysta zmarł przedwcześnie w 27. roku życia na chorobę Brighta, pozostawił po sobie zaledwie kilka prac. Jego odkryciem była Elizabeth Siddal, modelka prerafaelitów i późniejsza żona Rossettiego.
Na twórczość Deverella mieli wpływ oprócz prerafaelitów także starsi malarze scen rodzajowych tacy jak Charles Robert Leslie.

## Prace
- Twelfth Night, Act II, Scene IV (1850)
- The Grey Parrot (1852-53)
- A Pet (1853)
- The Mock Marriage of Orlando and Rosalind (1853)